# Chikugo
Chikugo (japanska: 筑後市?, Chikugo-shi) är en stad i Fukuoka prefektur i Japan. Staden fick stadsrättigheter 1954.

## Kommunikationer
Chikugo-Funagoya station ligger på Kyūshū Shinkansen-linjen som ger förbindelse med höghastighetståg till Kagoshima och Hakata (Fukuoka).